# 68 d'Hèrcules
68 d'Hèrcules (68 Herculis) és un estel múltiple en la constel·lació d'Hèrcules. S'hi troba a 666 ± 57 anys llum del sistema solar.
La component principal del sistema és una estrella binària propera de magnitud aparent +4,80. 68 d'Hèrcules Aa, la primària d'aquesta binària, és un estel blanc-blavós de la seqüència principal de tipus espectral B1.5V. Té una temperatura superficial de 19.000 K i és 1.300 vegades més lluminosa que el Sol. Amb una massa de 6,8 masses solars, gira sobre si mateixa amb una velocitat de rotació projectada de 145 km/s. Per la seva banda, 68 d'Hèrcules Ab, la secundària, té tipus B5. Amb una temperatura efectiva de 11.000 K, la seva lluminositat és 160 vegades superior a la lluminositat solar. Té una massa de 2,8 masses solars i la seva velocitat de rotació projectada és de 105 km/s.
El període orbital d'aquesta binària és de només 2,05 dies i ambdós estels estan separats entre si per sol 0,07 ua ó 14 radis solars. De fet, es produeix transferència de massa des de l'estel secundari cap al primari. La secundària, aparentment més evolucionada, deuria ser més massiva, però la pèrdua de massa continuada ha invertit la relació de masses. A més, aquest subsistema constitueix una binària eclipsant en la que, durant l'eclipsi principal —quan la component menys brillant passa per davant de la més brillant—, la lluentor disminueix 0,7 magnituds.
El sistema es completa amb un tercer estel de magnitud +10,2 la separació visual de la qual amb la binària és de 4,4 segons d'arc. Té una massa estimada de 2,5 masses solars i completa una òrbita entorn de 68 d'Hèrcules Aa-Ab cada 10.900 anys.